# Minas Ithil
Minas Ithil är en fiktiv fästning i Midgård i J.R.R. Tolkiens ringentrilogi. Minas Ithil betyder månens torn. Det var Isildurs och byggdes för att vakta Morgul-passet och passet över Cirith Ungol. Fästningen döptes om till Minas Morgul, svartkonstens torn, när Nazgûl intog staden år 2002, tredje åldern.
I slutet av andra åldern lyckades Sauron inta Minas Ithil, samtidigt som Anárion försvarade Osgiliath. Men Isildur lyckades fly med ett skott av det Vita trädet. Snart lyckades dock Isildur återta staden och den bemannades av hans söner Ciryon och Aratan utifall att Sauron skulle försöka fly ut ur Mordor genom passet där.

## Tredje åldern

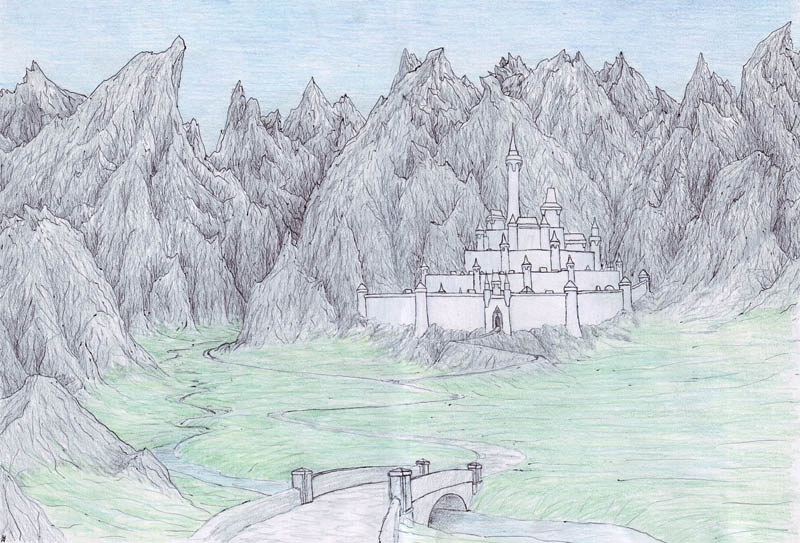
En illustration av Minas ithil.

Efter att Sauron besegrats restaurerades Minas Ithil och blomstrade länge, men efter pesten förföll det och 1980 återvände Häxmästaren av Angmar till Mordor sedan hans rike i norr förintats. Han samlade alla Nazgûl och började år 2000 belägra Minas Ithil som föll två år senare, de tog då palantíren som installerades i Barad-dûr för Saurons bruk. Minas Ithil fick namnet Minas Morgul (Svartkonstens borg).
När Eärnur blev kung år 2043 utmanades han av häxmästaren att duellera, avred med ett följe av riddare till Minas Morgul och hördes aldrig av mer. Eftersom han inte hade en arvinge fick Mardil makten över Gondor och blev den första regerande rikshovmästaren.
Under den vaksamma freden höll sig Nazgûl stilla i Morgul och förberedde deras herres återkomst. År 2475 bröts freden, horder av Uruker attackerade Osgiliath och större delen av Ithilien övergavs. Fienden drevs aldrig ut ur Morgul förrän efter Saurons fall. Aragorn II lät sedan förstöra Minas Morgul. Det skulle rengöras under sju år och ta många år innan någon kunde bo där. Han lät därför Faramir bo på kullen Emyn Arnen istället, inom synhåll från Minas Tirith.

## Fotnoter
1. ↑  ”Översättning av namnen i The Lord of the Rings: Tower of Sorcery”. 13 september 2014. http://tolkien.mbor.se/visaord.php?ord=Tower+of+Sorcery. Läst 2 maj 2021.